# Cyclotelus pictipennis
Cyclotelus pictipennis är en tvåvingeart som först beskrevs av Christian Rudolph Wilhelm Wiedemann 1821.  Cyclotelus pictipennis ingår i släktet Cyclotelus och familjen stilettflugor. Inga underarter finns listade i Catalogue of Life.